# رومانیتاس
رومانیتاس (انگلیسی: Romanitas) مجموعه ای از مفاهیم و اعمال سیاسی و فرهنگی است که روم باستان خود را با آن تعریف می‌کردند. این یک کلمه لاتین است که اولین بار در قرن سوم پس از میلاد ابداع شد، به معنای «رومی بودن» و توسط مورخان مدرن به عنوان مختصر برای اشاره به هویت رومی و خودانگاره استفاده شده‌است.